# Contea di Burqin
La contea di Burqin (布尔津县S) è una contea della Cina, situata nella regione autonoma di Xinjiang e amministrata dalla prefettura di Altay.